# قشلاق علي أكبر حاج سردر (مقاطعة بيله سوار)
قشلاق علي أکبر حاج سردر (بالفارسية: قشلاق علی‌اکبر حاج سردار) هي منطقة سكنية تقع في إيران في أردبيل.